# Sarada
Sarada — рід ящірок родини Agamidae. Це сестринський рід щодо Sitana. Рід, що складається з трьох видів, був створений у 2016 році на основі молекулярно-філогенетичних досліджень на півострові Індії.
Наукова назва Сарада походить від слова маратхі (सरडा IAST: saraḍā), яке використовується для позначення Agamidae. Усі відомі представники цього роду обмежені двома індійськими штатами, Махараштрою та північними частинами Карнатаки.

## Види
- Sarada darwini Deepak, Karanth, Dutta and Giri, 2016
- Sarada deccanensis (Jerdon, 1870)
- Sarada superba Deepak, Zambre, Bhosale and Giri, 2016